# Sportcomplex 1574
Sportcomplex 1574 is een multifunctioneel sportcomplex in het Zuid-Hollandse Leiden. Dit nieuwe sportcomplex verving de Vijf Meihal en de 3 Octoberhal. Het gebouw werd in oktober 2023 geopend met een basketbalwedstrijd tussen vaste bespeler Zorg en Zekerheid Leiden (FIBA Eurocup 2023-2024) en het Franse BCM Gravelines Dunkerque. In het gebouw zijn er twee hallen, waarvan 1 voor het bespelen van topsport door de basketbal- en volleybalafdeling en de andere voor breedtesport. De topsporthal heeft de naam Aad van der Luit Topsporthal meegekregen. De hal biedt plaats aan maximaal 2.435 (zitplaatsen) toeschouwers. Tijdens de beslissende play-off finale tussen ZZ Leiden en Heroes Den Bosch (game 4) dinsdag 4  juni 2024, werden er 400 extra staanplaatsen aangeboden, alle zitplaatsen waren toen uitverkocht. 